# Гордон, Джеффри Айван
Джеффри Айван Гордон (англ. Jeffrey Ivan Gordon; род. 4 октября 1947, США) — американский микробиолог, занимающийся микробиомом человека и в особенности его кишечника, именной заслуженный Университетский профессор Университета Вашингтона в Сент-Луисе, член Национальных Академии наук (2001) и Медицинской академии (2008) США, Американского философского общества (2014). Удостоен многих наград и отличий.

## Биография
Окончил Оберлинский колледж (1969) со степенью бакалавра биологии с отличием. Затем получил степень доктора медицины с отличием — в Чикагском университете в 1973 году. Почти вся его деятельность связана с Университетом Вашингтона в Сент-Луисе (ассистент-профессор с 1981, ассоциированный профессор с 1985, профессор с 1987, именной заслуженный Университетский профессор Dr. Robert J. Glaser Distinguished University Professor с 2002), где он заведовал кафедрой молекулярной биологии и фармакологии (1991—2004) и был (с 2004) директором-основателем межкафедрального Центра наук о геноме и системной биологии. Подготовил 127 MD- и PhD-студентов и постдоков.
Член Американской академии искусств и наук (2004) и Американской ассоциации содействия развитию науки (1992), фелло American Academy of Microbiology (2001).
Член Национальной академии изобретателей США.
Автор более 440 публикаций.
Женат, двое детей.

## Награды и отличия
- American Gastroenterological Association (AGA) Distinguished Achievement Award (1992)
- Janssen/AGA Award for Sustained Achievement in Digestive Sciences (2003)
- National Institute of Diabetes and Digestive and Kidney Diseases Distinguished Scientist Award (2010)
- Danone International Prize for Nutrition (2011)
- Association of American Medical Colleges (AAMC) Award for Distinguished Research in the Biomedical Sciences (2012)
- Selman A. Waksman Award in Microbiology[англ.] (2013)
- Премия Роберта Коха (2013)
- Passano Award[англ.] (2014)
- Howard Taylor Ricketts Award[нем.] (2014)
- Rhoads Medal for Distinguished Achievement in Medicine, Американское философское общество и Пенсильванский университет (2014)
- Премия Диксона по медицине (2014)
- Thomson Reuters Citation Laureate (физиология/медицина) (2015)
- Международная премия короля Фейсала по медицине (2015)[2]
- Премия Кэйо[англ.] (2015)
- Steven C. Beering Award, Индианский университет (2016)[4]
- President’s Innovator Award, Society for Glycobiology (2016)
- Jacobaeus Prize, Novo Nordisk Foundation[англ.] (2017)
- Премия Мэссри (2017)
- Премия Луизы Гросс Хорвиц (2017)
- Sanofi - Institut Pasteur International Award (2017)[5]
- Медаль Копли (2018)
- BBVA Foundation Frontiers of Knowledge Award (2018)
- George M. Kober Medal[нем.], Association of American Physicians (2021)
- Премия Бальцана (2021)
- Dr. Paul Janssen Award for Biomedical Research[англ.] (2022)
- Премия принцессы Астурийской (2023)
- Премия медицинского центра Олбани (2023)
- Nemmers Prize in Medical Science[англ.] (2024)
- Премия Ниренберга (2024)[1]

Почётный доктор Гётеборгского (2011) и Чикагского (2014) университетов.